# The Pilgrim (rose)
Pour les articles homonymes, voir The Pilgrim.
'The Pilgrim' ('AUSwalker') est un cultivar de rosier obtenu en Angleterre par David Austin en 1991. Il est fameux par ses nuances de jaune pâle.

## Description
'The Pilgrim' est une rose moderne de l'English Rose Collection de l'obtenteur anglais David Austin, issue du croisement 'Graham Thomas' x 'Yellow Button'. 
Ce buisson qui peut s'élever en grimpant à 305 cm de hauteur et 150 cm de largeur  possède un feuillage vert foncé et brillant. Ses boutons pointus sont ovoïdes et ses fleurs délicatement colorées de jaune au revers plus clair. Leur parfum est suave. Elles possèdent jusqu'à 170 pétales en forme de coupe complète (41 + pétales) et mesurent 9 cm de diamètre. La floraison est remontante

## Culture
'The Pilgrim' peut être affecté par le mildiou et de la maladie des taches noires en terre trop humide. C'est un rosier résistant au froid, sa zone de rusticité étant de 5b. Il est idéal pour les jardins ou en fleurs à couper. 

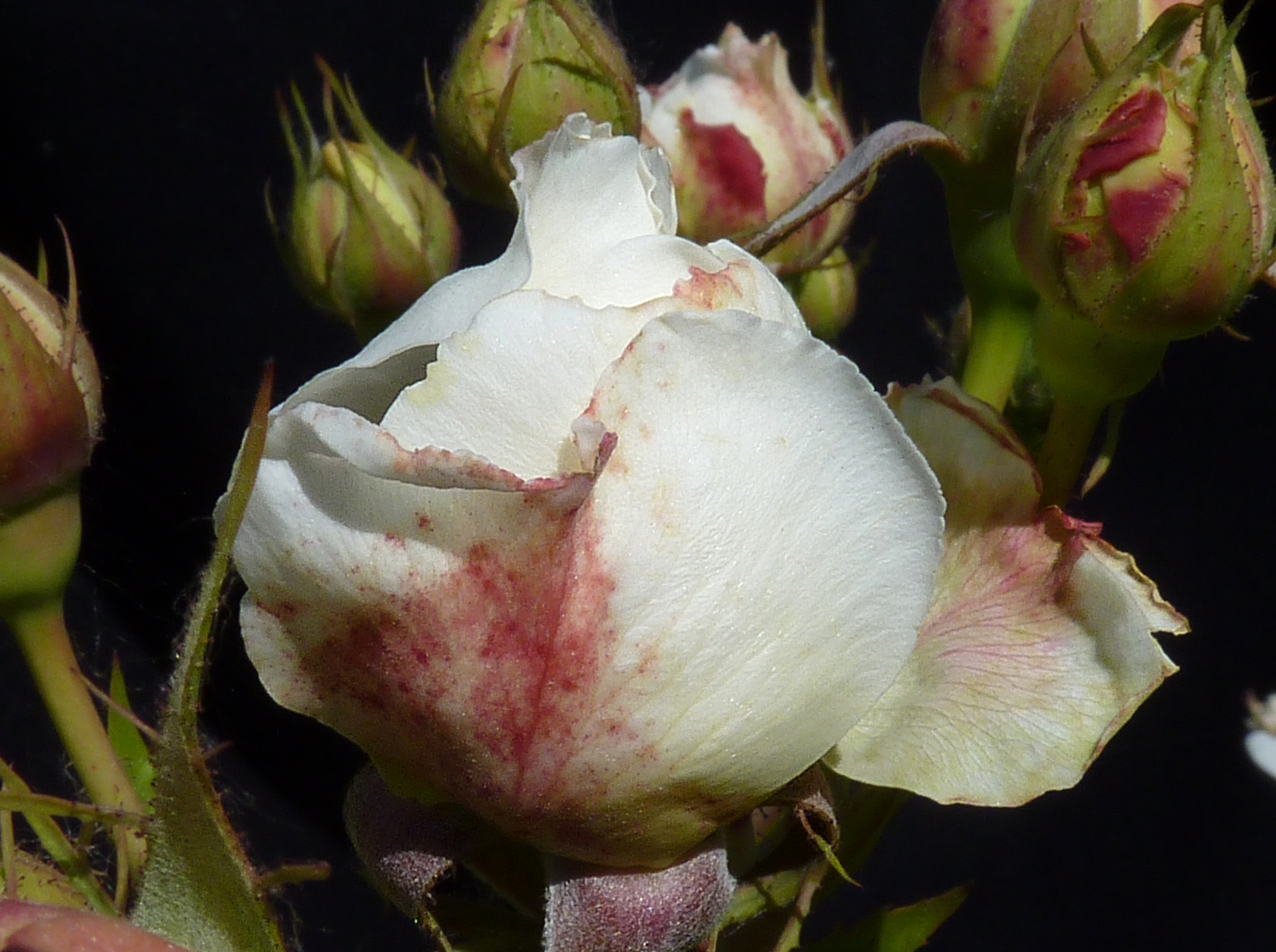
Bouton floral
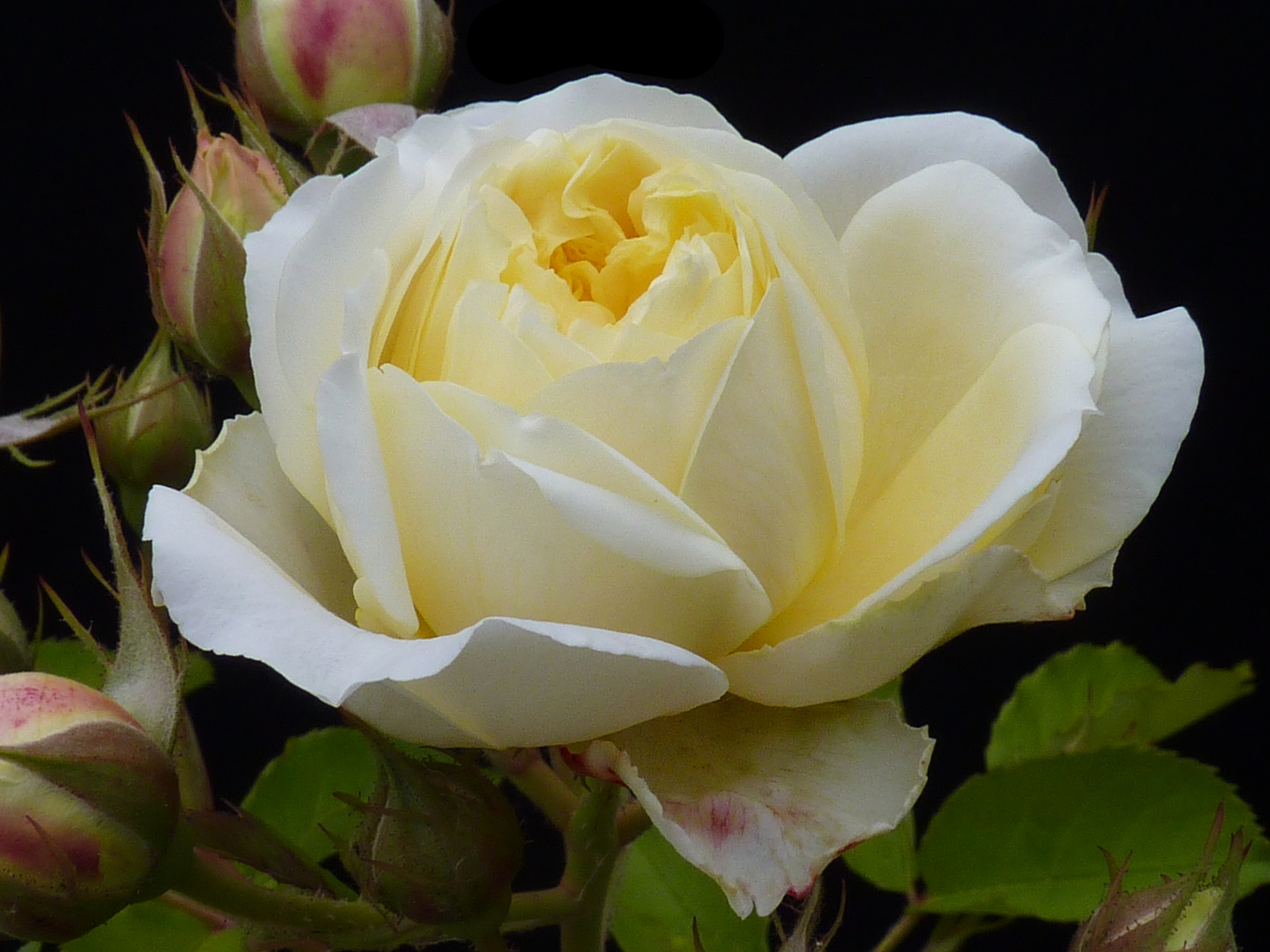
Début d'éclosion
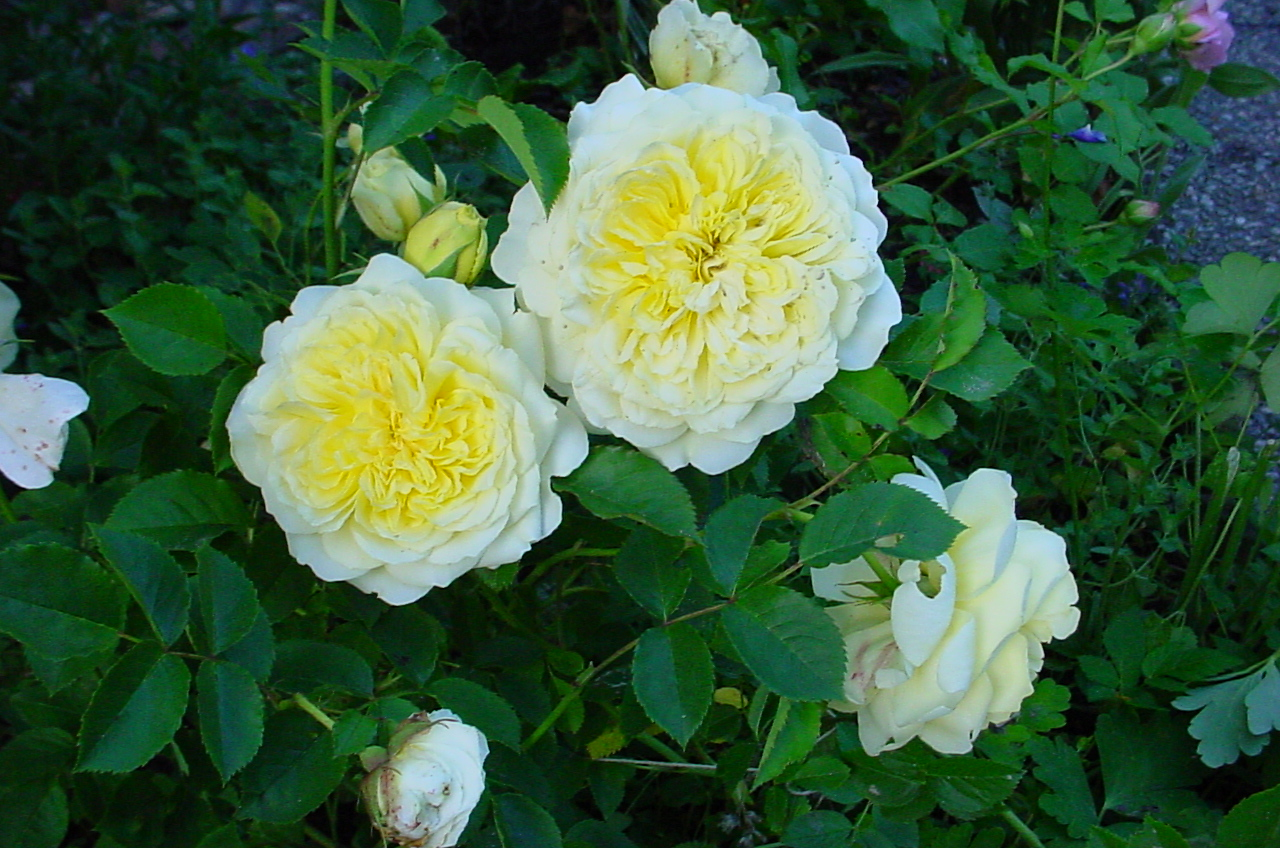
Rose 'The Pilgrim'
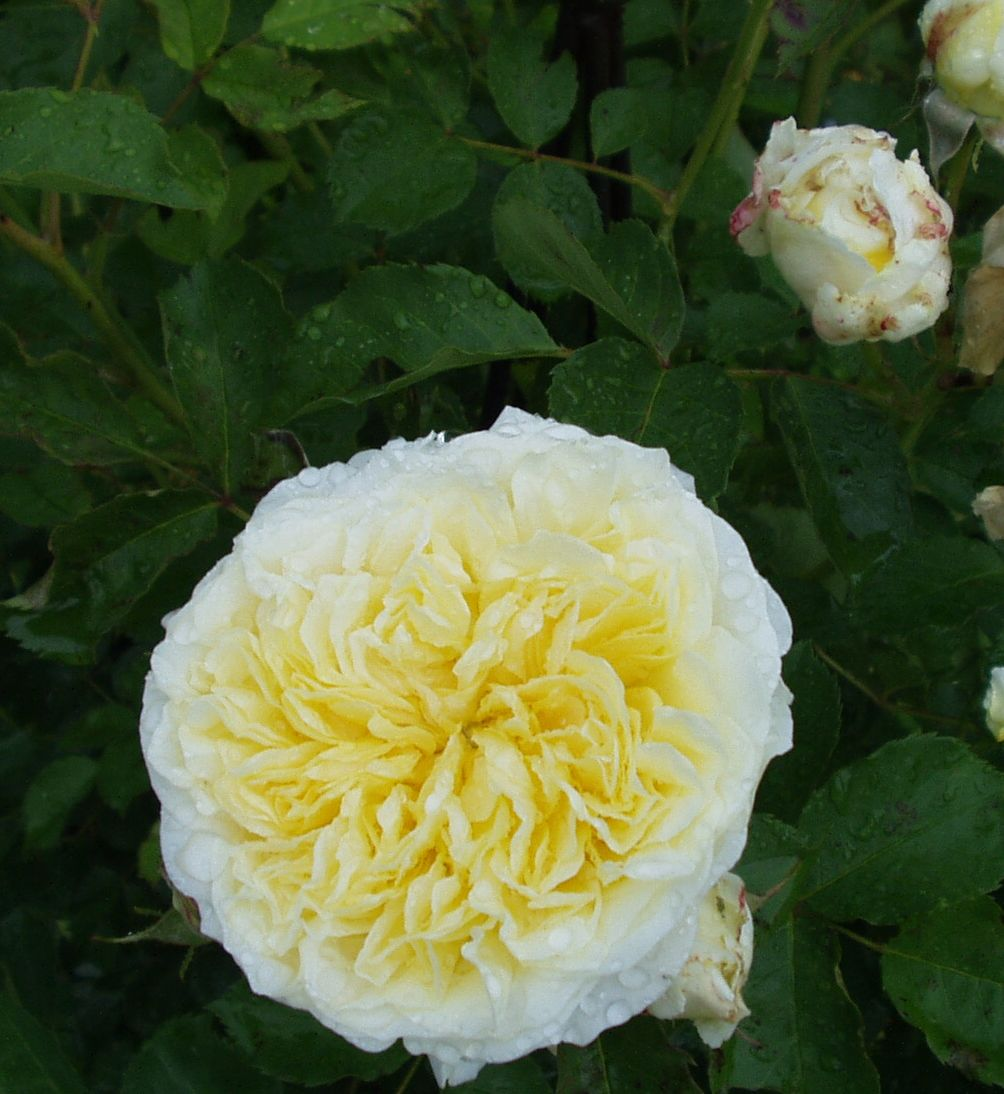
Rose 'The Pilgrim' épanouie